# Черепково (Московская область)
Черепково — деревня в Ногинском районе Московской области России.

## Население
| 1852 | 1859 | 1926 | 2002 | 2006 | 2010 |
| ---- | ---- | ---- | ---- | ---- | ---- |
| 39   | →39  | ↗131 | ↘54  | ↘52  | ↘49  |

## География
Деревня Черепково расположена на востоке Московской области, в юго-западной части Ногинского района, примерно в 22 км к востоку от Московской кольцевой автодороги и 20 км к юго-западу от центра города Ногинска, по левому берегу реки Кудиновки бассейна Клязьмы.
В 0,5 км к востоку от деревни проходит Кудиновское шоссе Р109, в 2 км к юго-западу — Носовихинское шоссе, в 7 км к северу — Горьковское шоссе М7, в 15 км к востоку — Московское малое кольцо А107. Ближайшие сельские населённые пункты — село Кудиново и деревня Белая.
В деревне две улицы — Новая Слобода и Полевая, приписано садоводческое товарищество (СНТ).

## История
В середине XIX века деревня относилась ко 2-му стану Богородского уезда Московской губернии и принадлежала коллежскому асессору А. М. Каринской, в деревне было 7 дворов, крестьян 18 душ мужского пола и 21 душа женского.
В «Списке населённых мест» 1862 года — владельческая деревня 2-го стана Богородского уезда Московской губернии по левую сторону Нижегородской железной дороги (от Москвы), в 17 верстах от уездного города и 16 верстах от становой квартиры, при пруде, с 5 дворами и 39 жителями (14 мужчин, 25 женщин).
По данным на 1890 год — деревня Васильевской волости 2-го стана Богородского уезда; при деревне работал небольшой кирпичный завод крестьянина Корнея Милова, на котором трудилось 6 рабочих.
В 1913 году — 23 двора.
По материалам Всесоюзной переписи населения 1926 года — деревня Кудиновского сельсовета Васильевской волости Богородского уезда в 1 км от Кудиновского шоссе и 3 км от станции Кудиново Нижегородской железной дороги, проживал 131 житель (59 мужчин, 72 женщины), насчитывалось 25 крестьянских хозяйств.
С 1929 года — населённый пункт Московской области.
Административно-территориальная принадлежность
1929—1930 гг. — деревня Кудиновского сельсовета Богородского района.
1930—1963, 1965—1994 гг. — деревня Кудиновского сельсовета Ногинского района.
1963—1965 гг. — деревня Кудиновского сельсовета Орехово-Зуевского укрупнённого сельского района.
1994—2006 гг. — деревня Кудиновского сельского округа Ногинского района.
2006 - 2018 гг. — деревня сельского поселения Аксёно-Бутырское Ногинского муниципального района.
С 2019 года - деревня Старокупавинской территории Богородского городского круга.